# CalSky
CalSky war eine Website, auf der astronomische Ereignisse online berechnet werden konnten.

## Geschichte
CalSky wurde im Jahre 1991 vom Schweizer Ingenieur Arnold Barmettler gegründet. Am 9. Oktober 2020 wurde die Seite eingestellt.

## Features
CalSky war auf Deutsch und Englisch verfügbar und bot eine Vielzahl von Berechnungsmöglichkeiten. Es gab Werkzeuge für die Berechnung der Auf- und Untergangszeiten der Gestirne, der Transistionsberechnungen von Sonne, Mond, Planeten und anderen Himmelskörpern wie künstliche Erdsatelliten und die Internationale Raumstation (ISS). Zudem bot die Website einen Astronomiekalender.

### Kalender
- Neuigkeiten aus dem Bereich der Astronomie
- Berechnung der Polarlichtwahrscheinlichkeit
- Berechnung der Gezeiten
- Wetterprognosen
- Auflistung aller relevanten astronomischen Ereignisse des aktuellen Monats
- Auflistung aller relevanten astronomischen Ereignisse des aktuellen Tages
- Interaktive sehr detaillierte Sternkarte
- Höhendiagramm der Himmelskörper und Dämmerungsgrad
- Berechnung der Sichtbarkeit von Wetterballonen
- Berechnung der fünf täglichen islamischen Gebetszeiten

### Sonne
- Aktuelle Karte der Sonnenflecken und Positions und Zeitangaben
- Uhrzeit des Sonnenaufgangs und Sonnenuntergangs
- Ephemeriden der Sonne
- Physikalische Ephemeriden
- Daten der Sonnenwenden
- Auflistung der nächsten Sonnenfinsternisse für den aktuellen Standort
- Auflistung der nächsten Planetendurchgänge für den aktuellen Standort
- Auflistung der nächsten Planetendurchgänge weltweit
- Archiv der Sonnenbilder seit 1995
- Berechnung der Sonnenhöhe, Schattenlänge und Sonnenintensität

### Mond
- Ansicht/Daten
- Mondkarte
- Mondrückseite
- Auf- und Untergang
- Ephemeriden
- Physikalische Ephemeriden
- Mondphasen
- Phasen, extreme Lagen
- Lichtstrahleffekte
- Mondfinsternisse
- Mondfinsternisse weltweit
- Grafischer Finsternisverlauf
- Sternbedeckungen
- Planetenbedeckungen
- Sternkarte
- Monatskalender
- Mondsichel
- Höhe/Schattenlänge
- Datenentwicklung

### Planeten
- Planeten-Konjunktionen
- Merkur
  - Ansicht/Daten
  - Sternkarte
  - Stellungen
  - Ephemeriden
  - Physikalische Ephemeriden
  - Sonnentransits
  - Sonnentransits weltweit
  - Sichtbarkeitsgraphen
  - Datenentwicklung
- Venus
  - Ansicht/Daten
  - Sternkarte
  - Stellungen
  - Ephemeriden
  - Physikalische Ephemeriden
  - Sonnentransits
  - Sonnentransits weltweit
  - Sichtbarkeitsgraphen
  - Datenentwicklung
- Erde
  - Ansicht/Daten
  - Pfade von Sonnenfinsternissen
- Mars
  - Ansicht/Daten
  - Sternkarte
  - Stellungen
  - Ephemeriden
  - Sichtbarkeitsgraphen
  - Datenentwicklung
- Jupiter
  - Ansicht/Daten
  - Sternkarte
  - Stellungen
  - Ephemeriden
  - Physikalische Ephemeriden
  - Galileische Monde
  - Galileische Monde Grafik
  - Großer Roter Fleck
  - Sichtbarkeitsgraphen
  - Datenentwicklung
- Saturn
  - Ansicht/Daten
  - Sternkarte
  - Stellungen
  - Ephemeriden
  - Physikalische Ephemeriden
  - Monde von Saturn
  - Saturn-Monde Grafik
  - Sichtbarkeitsgraphen
  - Datenentwicklung
- Uranus
  - Ansicht/Daten
  - Sternkarte
  - Stellungen
  - Ephemeriden
  - Sichtbarkeitsgraphen
  - Datenentwicklung
- Neptun
  - Ansicht/Daten
  - Sternkarte
  - Stellungen
  - Ephemeriden
  - Sichtbarkeitsgraphen
  - Datenentwicklung
- Pluto
  - Ansicht/Daten
  - Sternkarte
  - Stellungen
  - Ephemeriden
  - Sichtbarkeitsgraphen
  - Datenentwicklung
- Graphischer Tages-/Nachtkalender
- Sichtbarkeitsdiagramm

### Kometen
- Sichtbare Kometen
- Sternkarte/Bahnkurve
- Ephemeriden/Orbit
- Sichtbarkeitsgraphen
- Perihel-Zeiten
- Datenentwicklung

### Asteroiden
- Sichtbare Asteroiden
- Sternkarte/Bahnkurve
- Ephemeriden/Orbit
- Sichtbarkeitsgraphen
- Oppositionen/Erdnähe
- Sternbedeckungen durch Asteroiden
- Datenentwicklung

### Meteore
- Beobachtung
- Heute sichtbare Sternschnuppenströme
- Sichtbarkeiten der jährlichen Ströme

### Deep-Sky
- Galaxien
- Offene Sternhaufen
- Kugelsternhaufen
- Nebel
- Sternbilder
- Doppelsterne
- Veränderliche Sterne
- Supernovae

### Satelliten
- Satellitenbibliothek
- Ausgewählter Satellit
- Internationale Raumstation (ISS)
- Sichtbarkeitsliste
- Tracking/Identifikation
- (Iridium)-Flares
- Taumelnde Iridium-Satelliten
- Geostationäre Satelliten
- Amateurfunksatelliten
- GPS/GLONASS
- Fernerkundungssatelliten (Radar/optisch)
- Sternkarte
- Abstürzende Satelliten
  - Beobachtung bald abstürzender Satelliten
  - Satellitenabstürze in Ihrer Nähe
- Sonnen-/Monddurchgang, Bedeckungen
  - Zentrallinie ausgewählter Satellit